# Jotapê Martins
João Paulo Lian Branco Martins, popularmente conhecido como Jotapê Martins é um tradutor e editor brasileiro, reconhecido pelo seu extenso trabalho como tradutor de histórias em quadrinhos no Brasil.
Em 1997, fundou a editora Via Lettera, da qual saiu em 2004. Atualmente é responsável pela tradução de diversos títulos da Panini Comics.